# 理查·特朗卡
理查·路易斯·特朗卡（英語：Richard Louis Trumka，1949年7月24日—2021年8月5日）是一名美國勞工組織領袖。他於2009年9月16日在賓夕法尼亞州匹茲堡舉辦的美國勞工聯合會暨產業工會聯合會（AFL-CIO）大會上當選為主席。特朗卡於1982年至1995年12月22日曾擔任美國聯合礦業勞工協會主席；1995年至2009年間，擔任AFL-CIO的財務秘書長。2011年時被美國君子雜誌（Esquire）評選為美國年度人物之一。

## 職業與生活
特朗卡出生於賓夕法尼亞州的納瑪科琳，母親伊歐拉·伊莉莎白（Eola Elizabeth）是義大利裔美國人，父親法蘭克·理查·特朗卡（Frank Richard Trumka）是第二代波蘭裔美國人，也是一位煤礦工人。特朗卡是一位羅馬天主教徒。他在19歲時去到礦場工作，21歲時獲得賓夕法尼亞州立大學的科學學士學位，24歲獲得維拉諾瓦大學法律學士學位。他於1982年與芭芭拉·維多維奇（Barbara Vidovich）結婚，育有一子。2021年8月5日，特朗卡疑因心脏病逝世，享年72岁。

### 全國勞工領導
1974年到1979年，特朗卡在華盛頓特區的美國聯合礦業勞工協會（United Mine Workers of America）總部擔任專任律師，1981年被選為該協會第4區的董事會成員，1982年當選為協會主席。
特朗卡於1989年主席任內，帶領礦場勞工對皮茨頓煤礦公司（Pittston Coal Company）進行了為期9個月的罷工，這次事件後來成為勞工運動中抵制雇主減薪和裁員的典範運動。這次抗爭的主要原因，是因為皮茨頓公司拒絕支付勞工健康和退休基金。對於公司不公正的制度與條款，特朗卡鼓勵勞工透過工會運動，以非暴力的方式進行公民抗爭。
1993年，聯合礦業勞工協會對皮博迪能源公司發動全國性罷工，特朗卡被要求對一些煤礦公司可能以引進新員工，來永久取代罷工者的作法做出回應。他在9月回應美聯社：「我想說的是，假如你點燃一根火柴，並且把你的手指放上去，那你很可能會被燒傷。」。他又說：「我並不是威脅要燒你，而是常識告訴你，你的手指會被燙傷。相同的情況，對於這些罷工者，當你找新的員工來頂替他們原有的位置時，這一定會發生許多事情，而衝突就是其中一種很可能發生的情況，那麼我希望它發生嗎？絕對不是。那麼我認為它會發生嗎？是的，我認為會發生。」美聯社報導說，特朗卡並不是在暴力威脅，而是在提出警告。報導還指出，聯合礦業勞工協會的工作人員已經花了數千個工作小時來試圖阻止任何事情發生或產生在他們的會員身上。
儘管特朗卡在罷工期間一直宣導以非暴力的方式進行抗爭，但還是有一位工會的煤礦工人傑瑞·戴爾·羅威（Jerry Dale Lowe），最終因為在Arch礦產公司（Arch Mineral Corporation）的礦場殺害一名非工會成員的卡車司機艾迪·約克（Eddie York）而被判有罪。該名司機因試圖跨越罷工糾察線（Picket line）進入罷工區域，而遭到羅威的攻擊。
他除了參與美國國內的勞工活動外，當南非礦工為了要推翻南非政府的種族隔離制度而解放南非時，特朗卡設立了一個辦事處，來提高美國礦工對他們的聲援，增進彼此的團結。另外，他在擔任美國殼牌公司聯合抵制委員會主席時，委員會曾對跨國公司荷蘭皇家殼牌集團在南非業務往來提出質疑。因為這些事件特朗卡獲1990年Letelier-Moffitt人權獎 （页面存档备份，存于）。
特朗卡在擔任AFL-CIO財務秘書長期間，將管理的重點聚焦在幾個方面：一、為勞工運動的退休基金及員工福利基金設定投資計畫；二、資本市場策略的擬定；三、要求企業對於美國社會負責。
另外，他主持AFL-CIO的工業聯盟理事會，是一個製造業工會聯盟，專注於貿易、醫療保健和勞動法改革等關鍵問題的處理。他同時兼任中國貨幣聯盟的聯合主席，中國貨幣聯盟是由工業、農業、服務業和工人組織所組成的聯盟，其主要任務是支援美國相關的製造工業。
特朗卡在擔任AFL-CIO財務秘書長期間並非完全沒有爭議。1996年，全國卡車司機工會總裁榮恩·凱利（Ron Carey）陷入與詹姆斯·霍法（James P. Hoffa）之間的激烈總裁選舉中，詹姆斯·霍法是失踪的前總裁吉米·霍法（Jimmy Hoffa，1913年2月14日－1975年7月30日失蹤）之子，也是全國卡車司機工會的常任律師。霍法擁有超過凱利四倍的競選資金，但凱利的競選顧問馬丁·戴維斯（Martin Davis）說服他說，如果選戰可以跳過各地區的領導階層（支持霍法）並將其訊息直接傳遞給全國卡車司機工會的會員們，這樣他就有機會可以贏得選舉。馬丁·戴維斯擁有The November Group（一家直銷公司），據傳他在1996年夏天聯繫了特朗卡，並捏造一個計劃，他向特朗卡表示全國卡車司機工會將向AFL-CIO捐贈150,000美元，讓AFL-CIO可以將這些錢再轉贈給公民行動團體（一個自由主義的公民遊說組織團體），這筆錢表面上是用於提升AFL-CIO的選舉投票率使用，而實際上公民行動團體再將其中100,000美元資金轉交給The November Group公司，使該公司可以使用這筆現金來支付凱利的競選廣告郵件費用。最終凱利當選了，但據稱該計劃於1997年8月22日被監督全國卡車司機工會選舉的聯邦政府官員舉發，聯邦政府推翻了凱利的當選結果，並下令舉行新的選舉。1997年11月17日，一名聯邦官員取消了凱利在該聯盟的競選資格。2001年1月，凱利因觸犯聯邦偽證罪而被起訴，但他不承認犯罪，到了2001年10月12日，對於凱利所有的犯罪指控，法院判決無罪。而特朗卡在政府的大陪審團和國會特別小組調查期間，有引用美國憲法第五修正案的條款來維護自己的權益，且最終未被指控犯有任何罪行。但AFL-CIO在之前有制定了一項政策（在1950年代後期全國卡車司機工會爆發幾起的醜聞案後宣布），其內容主要是規定有主張第五修正案的人員都要被免職，而AFL-CIO主席約翰·史威尼在1997年11月寫給各AFL-CIO成員工會的信中說到，有關引用第五修正案要被免職的政策「從未被聯邦政府認可」。信函接著說：「只有當工會查明引用第五修正案的目的是為了掩蓋貪腐弊端被揭露的時候，政策才會生效。而各位知道的，AFL-CIO有一段時間一直在進行內部調查而最後並無法得出財務秘書長特朗卡有任何非法行為的結論……因此很明顯，這項政策並不適用」。1998年4月30日史威尼在國會小組委員會作證時，說明1957年12月AFL-CIO就通過一項決議案而修改了這項政策，讓它不會被自動引用，而是只有當確認主張第五修正案的權利被當作「隱匿貪腐弊端的保護傘時」才會被啟用。勞工聯合會似乎對特朗卡不必下台表示滿意，在特朗卡於1998年1月舉行的AFL-CIO執行董事會會議上發言後，董事會成員就表示他們對於特朗卡捲入醜聞案的擔憂已經獲得緩解。1998年4月30日，史威尼說至今為止沒有任何證據顯示特朗卡有任何不法行為。
在2008年的美國總統大選中，特朗卡在7月1日發表了反對美國種族主義（白人至上主義）的演說。而演講摘錄的視頻截至2009年7月1日止，已經在YouTube上吸引了超過535,000次的點閱。特朗卡的視頻「肯定是勞工運動史上第一個由YouTube創下紀錄的時刻」。
2009年，前AFL-CIO主席約翰·史威尼（John Joseph Sweeney，1934年5月5日－）退休後，特朗卡當選接任AFL-CIO主席，接著又於2010年5月成為經濟合作暨發展組織的聯合貿易諮詢委員會主席。
2013年3月，特朗卡證實，隨著有關餐飲業最低工資和公平就業的討論議題在全國各地升溫，勞工工會將更緊密地與相關團體合作來加強協助移民勞工。
特朗卡一生致力於勞工事業，尋求就業平等及捍衛勞工的權利，因此2018年2月4日，特朗卡成為第一位獲頒世界和平獎的勞工領袖。

## 其他
2017年8月15日，在團結右翼集會的暴力事件和美國總統川普的言論受到廣泛批評的幾天後，特朗卡辭去了川普總統「製造委員會」委員的職位，並發表了一份聲明，其中包括以下內容：「對於一個可以容許仇恨偏執當道的團體和默許國內恐怖主義興起的總統，我們不能繼續待在他的委員會裡……川普總統今天發表同情極端分子的言論，否定了他昨天發表譴責3K黨和美國新納粹等暴力分子的論述……我們必須代表所有的美國勞工辭職，因為他們拒絕接受任何由這些仇恨偏執團體所提出的合法性理念。」。

## 外部連結
- AFL-CIO官方網站 （页面存档备份，存于）
- The Letelier-Moffitt Human Rights Award （页面存档备份，存于）
- AFL-CIO President Richard Trumka on Labor Unions （页面存档备份，存于）
- C-SPAN內的頁面（英文）